# 高山市消防本部
高山市消防本部（たかやまししょうぼうほんぶ）は、岐阜県高山市の消防部局（消防本部）。管轄区域は高山市及び大野郡白川村の全域。白川村は高山市に消防事務を委託している。

## 概要
- 消防本部：高山市桐生町3-208
- 管内面積：2,534.22km2
- 職員定数：167人
- 消防署1箇所、分署3箇所、出張所4箇所
- 主力機械（2018年4月1日現在）
  - 普通消防ポンプ自動車：2
  - 水槽付消防ポンプ自動車：9
  - はしご付消防自動車：1
  - 救急自動車：12
  - 救助工作車：1
  - 指令車：4
  - 広報車：1
  - 予防調査車：3
  - 警防搬送車：4
  - 資機材搬送車：2
  - 連絡車：2
  - その他：1

## 沿革
- 1949年4月1日 - 高山市消防本部を設置する。
- 1953年3月5日 - 高山市消防署を設置する。
- 1963年7月 - 救急業務を開始する。
- 1965年7月 - 消防本部・消防署庁舎が落成する。
- 1969年3月 - 化学消防車を配備する。
- 1972年1月1日 - 高山市・吉城郡古川町・国府町の1市2町により一部事務組合の飛騨消防組合を設立する。
  - 高山市消防本部が飛騨消防組合消防本部に移行し、高山市消防署を高山消防署に改称する。
- 1972年2月 - 古川消防署を設置し、2署体制となる。
- 1994年12月 - 消防本部・高山消防署新庁舎が完成する。
- 1995年11月 - 30メートル級はしご付消防車を配備する。
- 1997年2月 - 組合初の高規格救急車を配備する。
- 1997年9月30日 - 吉城郡河合村・宮川村、大野郡久々野町・丹生川村・清見村・荘川村・白川村・宮村・朝日村・高根村の組合加入が岐阜県知事より許可され、組合構成市町村が1市3町9村となる。
- 1999年4月1日 - 大野消防署を設置し、3署体制となる。古川消防署北分署・大野消防署丹生川分遣所を開設する。
- 1999年11月1日 - 大野消防署荘川分遣所を開設する。
- 1999年11月 - 救助工作車を配備する。
- 2000年4月1日 - 大野消防署清見分遣所・白川分遣所を開設する。
- 2004年2月1日 - 飛騨市の発足に伴い、古川町・河合村・宮川村が合併前日をもって組合を脱退する。古川消防署・古川消防署北分署を飛騨市に承継する。
- 2004年2月1日 - 吉城郡上宝村の組合加入が許可され、組合構成市町村が1市2町8村となる。高山消防署国府分署・上宝分署を開設する。
- 2005年2月1日 - 丹生川村・清見村・荘川村・宮村・久々野町・朝日村・高根村・国府町・上宝村を編入する。
  - 合併前日をもって飛騨消防組合を解散し、単独消防として高山市消防本部を設置する。大野消防署は大野分署となり、分遣所を出張所に改称する。
  - 白川村の消防事務を受託する｡

## 組織
- 本部 - 消防総務課、予防課
- 消防署 - 警防課、防災課、救急課

## 消防署
| 消防署     | 住所              | 分署                                                                                              | 出張所 |
| ---------- | ----------------- | ------------------------------------------------------------------------------------------------- | --- |
| 高山消防署 | 高山市桐生町3-208 | 大野：高山市久々野町久々野2540-9 国府：高山市国府町木曽垣内151 上宝：高山市奥飛騨温泉郷田頃家15-1 | 丹生川：高山市丹生川町坊方1997-3 清見：高山市清見町牧ヶ洞2446-1 荘川：高山市荘川町新渕545-1 白川：大野郡白川村鳩谷498 |